# Olympische Sommerspiele 1964/Schwimmen – 4 × 100 m Freistil (Frauen)
Der Staffelwettbewerb über 4-mal 100 Meter Freistil der Frauen bei den Olympischen Spielen 1964 in der japanischen Hauptstadt Tokio wurde am 14. und 15. Oktober 1964 in der Kokuritsu Yoyogi Kyōgijō ausgetragen.

## Teilnehmende Nationen
Insgesamt nahmen 46 Schwimmerinnen aus 10 Nationen an dem Wettbewerb teil.
| - Australien (5) - Deutschland (4) - Italien (4) - Japan (4) | - Kanada (4) - Niederlande (4) - Schweden (4) - Ungarn (5) | - Vereinigte Staaten (8) - Vereinigtes Königreich (4) |

## Rekorde

### Bestehende Rekorde
| Weltrekord         | Vereinigte Staaten Lynne Allsup, Kathy Seidel, Eleanor Bricker und Terri Lee Stickles | 4:07,6 min | Los Angeles, USA | 28. September 1964 |
| Olympischer Rekord | Vereinigte Staaten Joan Spillane, Shirley Stobs, Carolyn Wood und Chris von Saltza    | 4:08,9 min | Rom, Italien     | 3. September 1960  |

### Neuer Rekord
Während des Wettkampfs wurde folgender Rekord aufgestellt:
| Datum    | Rennen | Nation/Namen                                                                  | Zeit       | Rekord |
| -------- | ------ | ----------------------------------------------------------------------------- | ---------- | ------ |
| 15. Okt. | Finale | Vereinigte Staaten Sharon Stouder, Donna de Varona, Pokey Watson, Kathy Ellis | 4:03,8 min | OR/WR  |

## Vorläufe
Am 14. Oktober fanden zwei Vorläufe statt. Die acht schnellsten Staffeln beider Vorläufe qualifizierten sich für das einen Tag später stattfindende Finale.

### Vorlauf 1
| Rang | Nation             | Athletinnen | Zeit       | Anm. |
| ---- | ------------------ | --- | ---------- | ---- |
| 1    | Vereinigte Staaten | Jeanne Hallock (1:02,8 min) Erika Bricker (1:04,0 min) Lynne Allsup (1:02,8 min) Patience Sherman (1:02,6 min)                  | 4:12,2 min | QQ   |
| 2    | Schweden           | Ann-Charlotte Lilja (1:04,1 min) Lotten Andersson (1:04,4 min) Ulla Jäfvert (1:03,5 min) Ann-Christine Hagberg (1:01,5 min)     | 4:13,5 min | QQ   |
| 3    | Niederlande        | Pauline van der Wildt (1:04,2 min) Toos Beumer (1:04,2 min) Wilhelmina van Weerdenburg (1:04,3 min) Erica Terpstra (1:02,1 min) | 4:14,8 min | QQ   |
| 4    | Kanada             | Patty Thompson (1:04,5 min) Mary Stewart (1:04,4 min) Helen Kennedy (1:04,1 min) Marion Lay (1:01,9 min)                        | 4:43,1 min | QQ   |
| 5    | Japan              | Ryoko Urakami (1:05,5 min) Michiko Kihara (1:03,7 min) Toyoko Kimura (1:04,0 min) Miyoko Azuma (1:06,0 min)                     | 4:19,2 min |      |

### Vorlauf 2
| Rang | Nation         | Athletinnen | Zeit       | Anm. |
| ---- | -------------- | --- | ---------- | ---- |
| 1    | Australien     | Robyn Thorn (1:03,7 min) Janice Murphy (1:02,6 min) Jan Turner (1:03,5 min) Lynette Bell (1:02,0 min)                | 4:11,8 min | QQ   |
| 2    | Ungarn         | Judit Turóczy (1:03,9 min) Mária Frank (1:04,1 min) Éva Erdélyi (1:03,4 min) Csilla Madarász (1:02,0 min)            | 4:13,4 min | QQ   |
| 3    | Deutschland    | Heidi Pechstein (1:04,6 min) Traudi Beierlein (1:03,9 min) Martina Grunert (1:03,2 min) Rita Schumacher (1:03,2 min) | 4:14,9 min | QQ   |
| 4    | Italien        | Paola Saini (1:04,5 min) Maria Cristina Pacifici (1:03,3 min) Mara Sacchi (1:04,7 min) Daniela Beneck (1:02,5 min)   | 4:15,0 min | QQ   |
| 5    | Großbritannien | Sandra Keen (1:03,8 min) Pauline Sillett (1:04,2 min) Liz Long (1:03,2 min) Diana Wilkinson (1:03,9 min)             | 4:15,1 min |      |

## Finale
Das Finale fand am 15. Oktober statt. Die US-amerikanische Staffel stellte mit 4:03,8 min sowohl einen neuen Weltrekord als auch einen neuen olympischen Rekord auf: Sie verbesserte die Weltrekordzeit um 3,8 und den olympischen Rekord um 5,1 Sekunden.
| Rang | Nation             | Namen | Zeit                |
| ---- | ------------------ | --- | ------------------- |
| 1    | Vereinigte Staaten | Sharon Stouder (1:01,2 min) Donna de Varona (1:00,9 min) Pokey Watson (1:00,7 min) Kathleen Ellis (1:01,0 min)                  | 4:03,8 min (OR, WR) |
| 2    | Australien         | Robyn Thorn (1:03,8 min) Janice Murphy (1:02,9 min) Lynette Bell (1:01,6 min) Dawn Fraser (0:58,6 min)                          | 4:06,9 min          |
| 3    | Niederlande        | Pauline van der Wildt (1:04,6 min) Toos Beumer (1:03,8 min) Wilhelmina van Weerdenburg (1:02,6 min) Erica Terpstra (1:01,0 min) | 4:12,0 min          |
| 4    | Ungarn             | Judit Turóczy (1:03,2 min) Éva Erdélyi (1:04,2 min) Katalin Takács (1:03,0 min) Csilla Madarász (1:01,7 min)                    | 4:12,1 min          |
| 5    | Schweden           | Ann-Charlotte Lilja (1:04,5 min) Lotten Andersson (1:04,7 min) Ulla Jäfvert (1:03,3 min) Ann-Christine Hagberg (1:01,5 min)     | 4:14,0 min          |
| 6    | Deutschland        | Martina Grunert (1:03,5 min) Traudi Beierlein (1:05,1 min) Rita Schumacher (1:02,9 min) Heidi Pechstein (1:03,5 min)            | 4:15,0 min          |
| 7    | Kanada             | Mary Stewart (1:05,5 min) Patty Thompson (1:04,3 min) Helen Kennedy (1:03,6 min) Marion Lay (1:02,5 min)                        | 4:15,9 min          |
| 8    | Italien            | Paola Saini (1:04,5 min) Maria Cristina Pacifici (1:04,2 min) Mara Sacchi (1:04,6 min) Daniela Beneck (1:03,9 min)              | 4:17,2 min          |